# Bolesławowo (Człuchów)
Pour les articles homonymes, voir Bolesławowo.
Bolesławowo est une localité polonaise de la gmina mixte de Debrzno située dans le powiat de Człuchów en voïvodie de Poméranie. Elle se trouve à environ 16 km au sud-ouest de Człuchów et 131 km au sud-ouest de la capitale régionale Gdańsk.

## Géographie

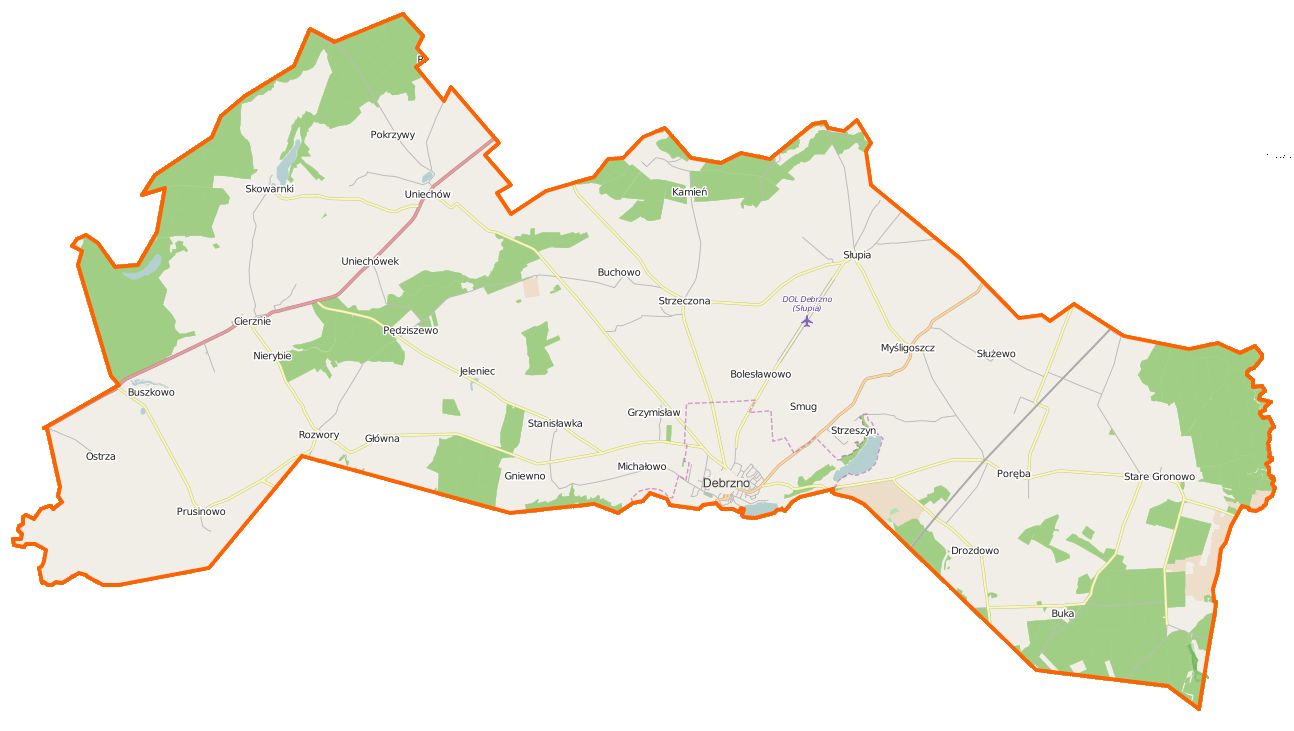
Carte de la gmina de Debrzno.